# Eutelia (gênero)
Eutelia é um gênero de traça pertencente à família Arctiidae.